# Свети Висарион Смоленски (Смолян)
 Тази статия е за църквата в Смолян.  За православния светец вижте Висарион Смоленски (светец).  За епископа от XXI век вижте Висарион Смоленски.
„Свети Висарион Смоленски“ е православна църква в България. Намира се в град Смолян и е осветена на 2 юли 2006 година. Тя носи името на така наречения епископ Висарион Смоленски, чиято личност е съчинена през Възраждането.
Строежът на църквата започва през 2002 година и е финансиран с частни дарения на стойност около 3,5 милиона лева, около 2/3 от които са дарени от предприемача Тодор Батков. Основното помещение на сградата е с площ 382 m², централният купол е с диаметър 17 m, а височината на камбанарията е 32 m. Църквата има 11 камбани, произведени от руската компания ЗИЛ, най-голямата от които е с маса 2 тона.
Сградата е построена по архитектурен проект на местните архитекти Антон Тодоров и Николай Бечев, а конструктор е Ангел Бедров. Църквата е покрита с медна ламарина от Киприда. Главният иконостас е изработен от Кънчо Цанев, а иконите са рисувани от група иконописци, под ръководството на Елена Дечева и Дечко Дечев.